# Mollie King (actriz)
Mollie King (nacida como Mary Josephine King; 16 de abril de 1895-28 de diciembre de 1981) fue una actriz estadounidense de teatro y cine.

## Primeros años y carrera teatral
Mollie King nació en Nueva York en 1895, hija de Ellen Mary (née Kearney) y Thomas Joseph King, ambos naturales de Irlanda. Dos de sus hermanos mayores, Charles King y Nellie King, también fueron actores y probablemente le ayudaron a conseguir papeles en el teatro. Mollie empezó a trabajar profesionalmente en el escenario a los siete años. Más tarde, a los 16 años, ya actuaba en el Winter Garden Theatre y en otros Broadway. Algunos de sus créditos en el teatro incluyen papeles en Good Morning, Judge y Blue Eyes.

## Carrera cinematográfica
King firmó con Pathé antes de dedicarse a la interpretación cinematográfica. Protagonizó dos películas dirigidas por John M. Stahl y también actuó en series. George Irving la dirigió en la película Her Majesty. Más tarde regresó a los escenarios y actuó con su hermano Charles King en la comedia musical Good Morning, Judge.

## Vida personal y muerte
En 1918, King intentó alistarse como conductora de ambulancias para el ejército estadounidense en Francia. Fueron necesarios dos sargentos y un teniente primero para convencerla de que las mujeres no eran bienvenidas en ese puesto.
King se casó con el destilador de Kentucky Kenneth D. Alexander en 1919. La pareja permaneció casada hasta la muerte de Kenneth en Arkansas en julio de 1935. King se casó más tarde con Thomas H. Claffey. 
En 1981, a la edad de 86 años, King murió en Fort Lauderdale, Florida. Sin embargo, su tumba se encuentra en su ciudad natal, Nueva York, en el Cementerio Woodlawn del Bronx.

## Filmografía
- Fate's Boomerang (1916)[10]
- A Circus Romance (1916)
- A Woman's Power (1916)
- Fate's Boomerang (1916)
- The Summer Girl (1916)
- All Man (1916)

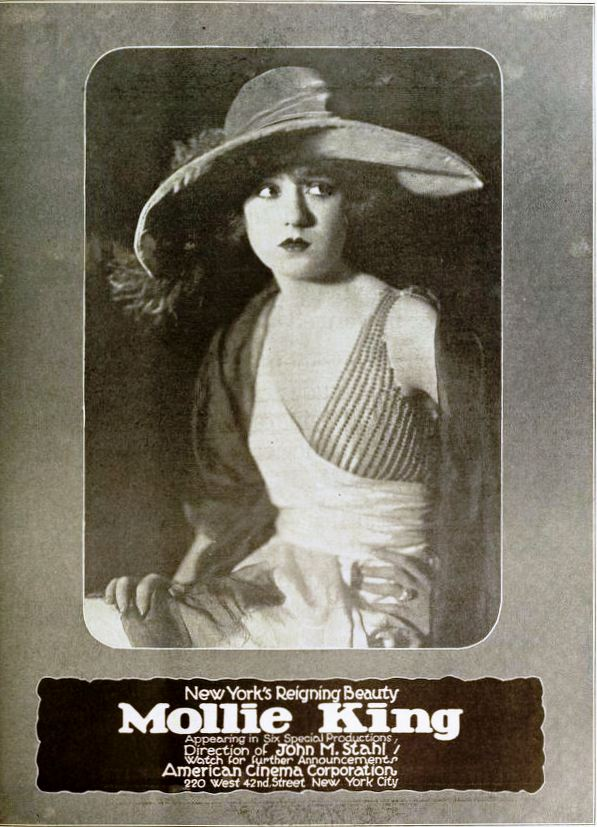
The Moving Picture World, 1919

- The Mystery of the Double Cross (1917)
- The Seven Pearls (1917)
- Kick In (1917)
- Blind Man's Luck (1917)
- The On-the-Square Girl (1917)
- Human Clay (1917)
- Women Men Forget (1920)
- Suspicious Wives (1921)
- Her Majesty (1922)
- Pied Piper Malone (1924)